# Callisto pfaffenzelleri
Callisto pfaffenzelleri är en fjärilsart som först beskrevs av Frey 1856.  Callisto pfaffenzelleri ingår i släktet Callisto och familjen styltmalar.
Artens utbredningsområde är:
- Österrike.
- Slovakien.
- Frankrike.
- Tyskland.
- Italien.
- Schweiz.

Inga underarter finns listade i Catalogue of Life.